# McGraw–Hill Building (Chicago)
The McGraw–Hill Building era un edificio emblemático de 16 pisos y 58 en el área comunitaria de Near North Side de Chicago, Illinois, en 520 N. Michigan Avenue. La fachada de estilo art déco y su escultura arquitectónica de la artista nacida en Chicago Gwen Lux fueron designadas como Monumento Histórico de Chicago el 7 de febrero de 1997. El edificio fue demolido en 1998, sin embargo, su fachada se salvó y reinstaló en 2000 en el nuevo edificio del hotel Le Méridien Chicago. El hotel pasó a llamarse Conrad Chicago en 2005. En 2015 fue renombrado The Gwen, en honor a la escultora Gwen Lux, y es parte de The Luxury Collection.